# Ole Larsen Skattebøl

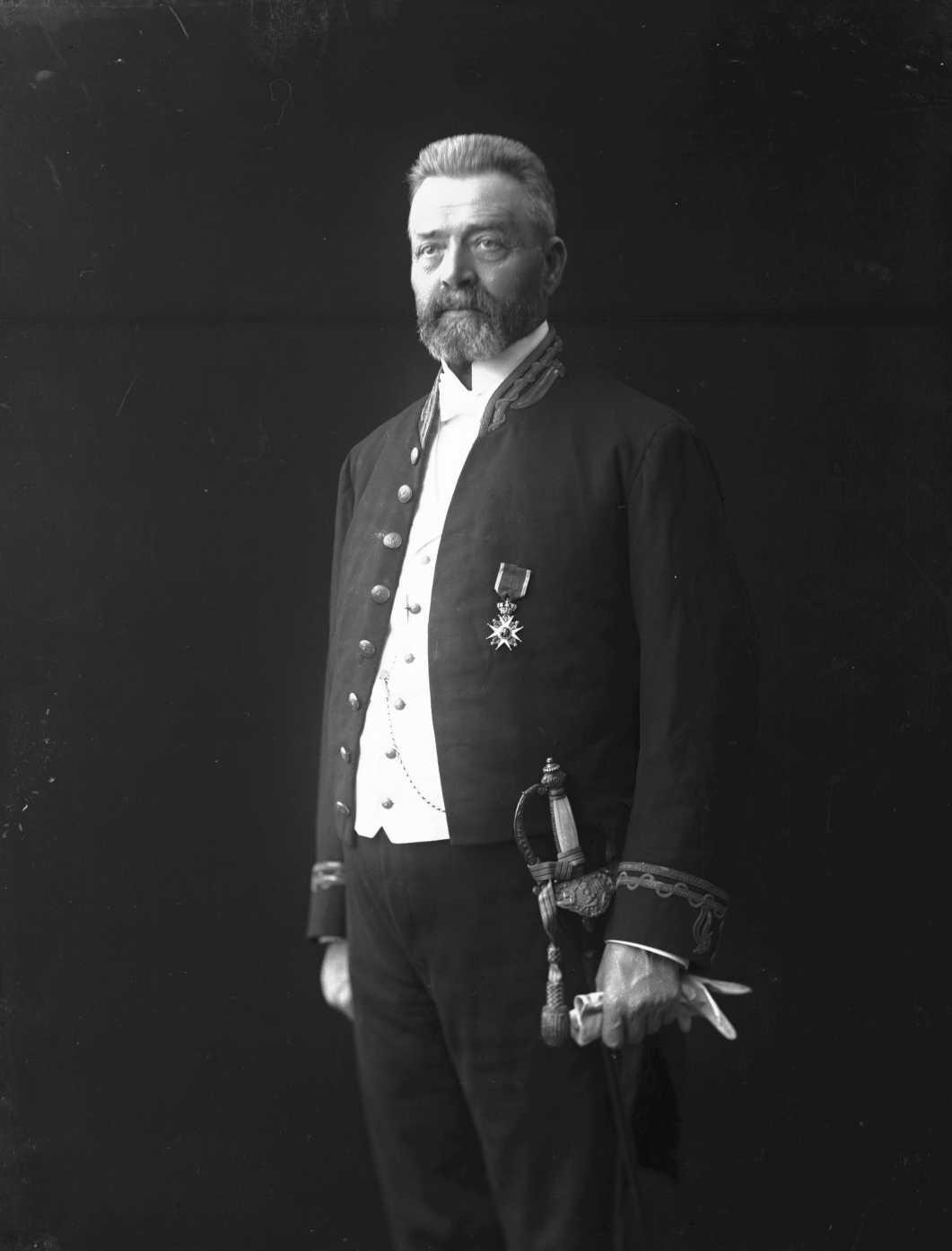
Ole Larsen Skattebøl

Ole Larsen Skattebøl,  född 2 mars 1844 på gården Skattebøl i Ål, död 8 juni 1929 i Oslo, var en norsk jurist och politiker, som var domare i Högsta domstolen, ledamot av Stortinget och partiledare för Högern.
Skattebøl blev 1890 sorenskriver i Nes, 1899 skifteforvalter i Kristiania, 1904 t.f. och 1912–18 ordinarie domare (assessor) i Högsta domstolen. Han var medlem av civilprocesskommittén 1891–1907 och var från 1911 ledamot av kommittén för utarbetande av civilprocesslagens bilagar. Åren 1877–82, 1889–91 och 1895–97 representerade Skattebøl Buskerud amt i Stortinget och intog till sitt inträde i Høyesterett en ledande ställning inom Høyre. Han var dess partiledare 1902–1905.